# Robert Poulain
Robert Poulain  est un ecclésiastique qui devient archevêque de Rouen (1208-1221).

## Biographie
De petite naissance, Robert Poulain est élu archevêque de Rouen le 22 août 1208, succédant à Gautier de Coutances. Il était alors un des chanoines du chapitre cathédral. Un litige lors de son élection porte l'affaire devant le pape qui après examen confirme son élection en 1209..
Il dédie à la Vierge le 8 mars 1209 l'église abbatiale de Mortemer avec Jourdain, évêque de Lisieux.
Peu après son arrivée à l'archevêché, il prend part à la croisade des Albigeois, suivant l'appel du pape, après la mort de Pierre de Castelnau, légat du pape († 1208). Il rassemble ses vassaux et rejoint les lieux de la croisade. Ce n'est qu'après l'arrivée de nombreux croisés et le consentement du comte Simon de Montfort qu'il rentre en Normandie en 1212.
Il est présent le 1er décembre 1214 à Romepour le concile de Latran IV.
En 1218, il consacre l'église abbatiale de Fontaine-Guérard.
C'est sous son archiépiscopat qu'a lieu vers 1220 le défrichement de la forêt d'Aliermont.
Tombé malade, il meurt à l'abbaye de Mortemer le 4 mai 1221. Il est enterré au milieu du sanctuaire, puis déplacé entre les piliers, du côté droit de l'autel.
Robert Poulain est présenté comme un homme simple, doux et pieux.